# Сульська Зоя Василівна

Зоя Василівна Сульська (1 січня 1923, Крути - 11 жовтня 2016, Лугини) — Заслужений вчитель УРСР,  кавалер Ордену княгині Ольги III ступеня, краєзнавець, авторка книжок про історію рідного краю, засновниця краєзнавчого музею в селищі Лугини.

## Біографія
Народилася 1 січня 1923 року в селі Крути Троянівського (нині Житомирського району) в бідній багатодітній родині. Серед восьми братів і сестер лише вона змогла отримати належну освіту і здійснити свою мрію - стати вчителем. В 1940 році вона вступає на історичний факультет Одеського педагогічного інституту. 
До початку війни вдалося закінчити лише один курс. Завершити навчання стало можливим лише після війни, заочно в Луцькому педагогічному інституті.
Вчителювати почала ще в 1944 році. Зокрема з жовтня 1953 року в Лугинській СШ № 1. 45 років віддала Зоя Василівна своїй улюбленній справі - бути вчителем історії.
Ще під час роботи в Лугинській середній школі створила шкільний музей, який почав діяти в 1980 році. Цей шкільний музей був одним з найкращих в області свого часу.
Також Зоя Василівна створила районний краєзнавчий музей, фонди якого пізніше поповнилися шкільним музеєм. Довгий час, після виходу на заслужений відпочинок, очолювала краєзнавчий музей.
Разом з чоловіком виховала четверо дітей.
Померла 11 жовтня 2016 року в селищі Лугини.

## Нагороди
- Медаль "Заслужений вчитель УРСР"
- Орден княгині Ольги III ступеня (2003) — за вагомий особистий внесок у збереження історико-культурних пам'яток України, активну краєзнавчу діяльність та високий професіоналізм[2].
- Медаль "Почесний громадянин Лугинського району" (за номером 1) від 23 серпня 2013 року.

## Вшанування
Одна з центральних вулиць селища Лугини носить імя Зої Сульської. Саме на цій вулиці розташований краєзнавчий музей - дітище усього життя Зої Василівни.
На фасаді Лугинського ліцею розміщено меморіальну дошку в пам'ять про Сульську З. В., яка багато років працювала в цій школі на посаді вчителя історії  [джерело?].

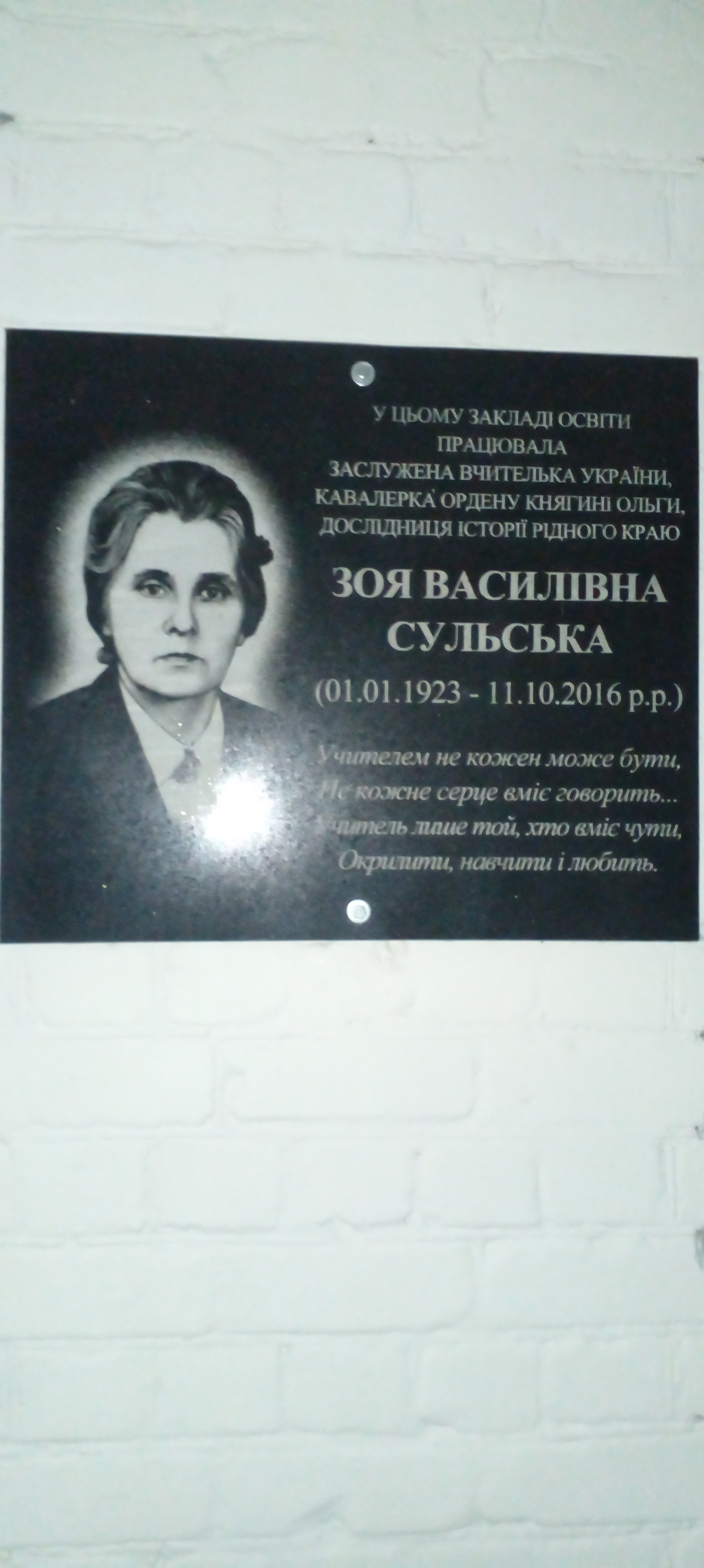
Меморіальна дошка на корпусі Лугинського ліцею